# Antoine Crozat, marquis du Châtel
Antoine Crozat, marquis du Châtel (* um 1655 in Toulouse; † 7. Juni 1738 in Paris) war ein französischer Steuereinnehmer, Finanzmann und Unternehmer und einer der reichsten französischen Kaufleute seiner Zeit. Er war der erste private Landbesitzer der Kolonie Louisiana, als deren Gründer er gilt. Crozat finanzierte die ersten dreizehn Kilometer des Crozatkanals (heute: Canal de Saint-Quentin) zwischen der Oise und der Somme sowie den Bau des Hafens von Saint-Quentin. Sein Bruder war der Finanzmann und Kunstsammler Pierre Crozat (1661 oder 1665–1740).

## Leben
Antoine Crozat wurde als Sohn des Antoine Crozat des Älteren und seiner Gemahlin Catherine Saporta in Toulouse geboren, wo sein Vater Finanzmann und „capitoul“, das heißt hoher Magistrat war.
Er stieg vom „Generalsteuereinnehmer des Klerus Frankreichs“ (receveur général du clergé de France) und Intendanten des Herzogs von Vendôme zum „trésorier des états“ der Provinz Languedoc auf. Im Jahr 1714 wurde er zum Großschatzmeister (grand trésorier) des Ordens vom Heiligen Geist und in der Großkanzlei zum Sekretär des Königs Ludwig XIV. ernannt. Dieser verlieh ihm den Titel Marquis de Châtel, den er seinem ältesten Sohn vererbte. Erfolgreiche Spekulationsgeschäfte im Seehandel machten Crozat zu einem der einflussreichsten und vermögendsten Finanzmänner seiner Zeit. Sein Reichtum gestattete es ihm, dem König Kredite zu gewähren.
Im Jahr 1700 kaufte Antoine Crozat in Paris eine der Parzellen am Place Vendôme (heute Hausnummer 17) und ließ von dem Architekten Pierre Bullet, einem Schüler von Blondel ein hôtel particulier errichten, das nach dem Tod seiner Witwe im Jahr 1742 zunächst an seinen zweiten Sohn Joseph-Antoine ging, der 1750 von seinem jüngeren Bruder Louis-Antoine beerbt wurde. Der Stadtpalast blieb bis 1787 im Familienbesitz, wechselte dann mehrmals den Besitzer und wurde im Jahr 1998 dem benachbarten Hôtel Ritz (Hausnummer 15) angegliedert, zu dem es noch heute gehört.
Ludwig XIV. räumte per königlichem Patent vom 12. September 1712 der von Crozat gegründeten Compagnie de Louisiane für die folgenden fünfzehn Jahre das Handelsmonopol in dem gesamten, vom Mississippi und seinen Nebenflüssen durchquerten Gebiet zwischen New Mexico und Carolina ein, dem der französische Pelzhändler und Entdecker Cavelier de la Salle zu Ehren seines Königs den Namen Louisiana gegeben hatte. Crozat bekam sämtliche von ihm gerodeten Ländereien auf Lebenszeit zugeschrieben, unter der Auflage, jährlich zwei Schiffe für die Kolonie auszurüsten und für jede der Überfahrten zehn junge Männer oder Mädchen anzuwerben. Schließlich wurde ihm von Ludwig XIV. – der die Einführung von Schwarzen nach Louisiana bisher stets abgelehnt hatte – gestattet, jährlich ein Schiff mit Sklaven zu empfangen. Der König begünstigte Crozat durch ein weiteres Monopol, das ihm den Sklavenhandel für die Bedürfnisse der spanischen Kolonisten sicherte. Der umsichtige Finanzmann gelangte allerdings rasch zu der Gewissheit, dass seine Unternehmungen in Louisiana keine nennenswerte Rendite abwerfen würden. So gab er nach dem Tod Ludwigs XIV. (1715) im Sommer 1717 die ihm fünf Jahre zuvor gewährten Privilegien an die Krone zurück. Herzog Philippe II. d’Orléans, Regent während der Minderjährigkeit von Ludwig XV. übertrug die Privilegien der von John Law gegründeten Compagnie de la Louisiane ou d'Occident (umgangssprachlich auch „Compagnie d'Occident“ oder „Compagnie du Mississipi“), mit welcher Law 1720 bankrottging.

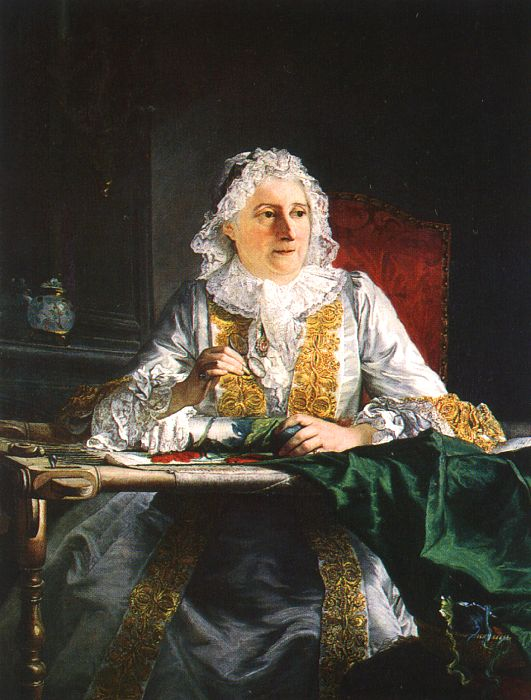
Camelot-Aved: Marguerite Le Gendre d’Armeny, verwitwete "Madame Crozat", 1741, Öl auf Leinwand, Montpellier, Musée Fabre

## Nachkommen
Er hinterließ seine Witwe Marguerite, geborene Le Gendre d’Armeny († 1742), Tochter eines Generalpächters (fermier general) und Magistrats (capitoul) aus Toulouse, die er 1690 geheiratet hatte und folgende Nachkommen, welche in die einflussreichsten Familien des Landes eingeheiratet hatten:
1. Louis-François Crozat, marquis du Châtel (1691–1750) ⚭ 1722 Marie Thérèse Gouffier
2. Marie-Anne Crozat (1695–1729) ⚭ Henri-Louis de La Tour d’Auvergne, Graf von Évreux (Comte d'Évreux)
3. Joseph-Antoine Crozat, marquis de Thugny (1696–1740 oder 1750)  ⚭ Catherine Amelot de Gournay; das Paar hatte keine Nachkommen
4. Louis-Antoine Crozat, baron von Thiers (1700–1770)  ⚭ Louise-Augustine de Montmorency